# Ichneumon cessator
Ichneumon cessator är en stekelart som beskrevs av Müller 1776. Ichneumon cessator ingår i släktet Ichneumon och familjen brokparasitsteklar. Arten är reproducerande i Sverige. Inga underarter finns listade i Catalogue of Life.